# Riccardo Stacchiotti
Riccardo Stacchiotti (Recanati, 8 november 1991) is een voormalig Italiaans wielrenner.

## Overwinningen
2014
Bergklassement Ronde van Estland
2015
1e en 3e etappe Ronde van Hokkaido
Eindklassement Ronde van Hokkaido
2018
3e etappe Ronde van Bihor-Bellotto
Puntenklassement Ronde van Bihor-Bellotto
4e etappe GP Nacional 2 de Portugal
1e en 5e etappe Ronde van Portugal
2019
1e etappe Ronde van Sicilië
Puntenklassement Ronde de l'Oise
4e etappe Sibiu Cycling Tour
Puntenklassement Sibu Cycling Tour

## Resultaten in voornaamste wedstrijden
| Jaar | Ronde van Italië | Ronde van Frankrijk | Ronde van Spanje |
| ---- | ---------------- | ------------------- | ---------------- |
| 2015 | 152e             |                     |                  |
| 2016 | 153e             |                     |                  |
| 2017 |                  |                     |                  |
| 2018 |                  |                     |                  |
| 2019 |                  |                     |                  |
| 2020 |                  |                     |                  |
| 2021 |                  |                     |                  |

| Jaar | Amstel Gold Race | Ronde van Lombardije |
| ---- | ---------------- | -------------------- |
| 2015 | opgave           |                      |
| 2016 | opgave           |                      |
| 2017 |                  |                      |
| 2018 |                  |                      |
| 2019 |                  |                      |
| 2020 |                  |                      |
| 2021 |                  | opgave               |

## Ploegen
- 2013 –  Vini Fantini-Selle Italia (stagiair vanaf 1-8)
- 2014 –  Vini Fantini Nippo
- 2015 –  Nippo-Vini Fantini
- 2016 –  Nippo-Vini Fantini
- 2017 –  Nippo-Vini Fantini
- 2018 –  MsTina Focus
- 2019 –  Giotti Victoria–Palomar
- 2020 –  Vini Zabù-KTM (vanaf 1-3)
- 2021 –  Vini Zabù

Berlato · Bisolti · Chaparro · Colli · Cunego · De Negri · Filosi · Grosu · Ishibashi · Kuroeda · Malaguti · Marini · A.Nibali · Pozzo · Stacchiotti · Viola · Yamamoto · Onesti (stagiair)
Arredondo · Bagioli · Berlato · Bisolti · Canola · Cunego · De Negri · Filosi · Grosu · Ito · Kobayashi · Koishi · Kuboki · Marangoni · Marini · Nakane · Santaromita · Stacchiotti · Uchima · Bou (stagiair) · Cima (stagiair) · Nishimura (stagiair)
Andrei · Berlato · Cojanu · Dima · Dobre · Marcelli · Marini · Sdrăilă · Sînza · Stacchiotti · Stan · Zurlo
Bartolozzi · Bertazzo · M. Bevilacqua · S. Bevilacqua · De Bonis · Di Renzo · Frapporti · González · Gradek · Iacchi · Mareczko · Orrico · Pearson · Petelin · Schneiter · Stacchiotti · Stojnić · Tortomasi · van Elzakker · van Empel · Zardini · Ferri (stagiair) · Masotto (stagiair) · Tosin (stagiair)